# Phẩm trật Thiên thần trong Kitô giáo

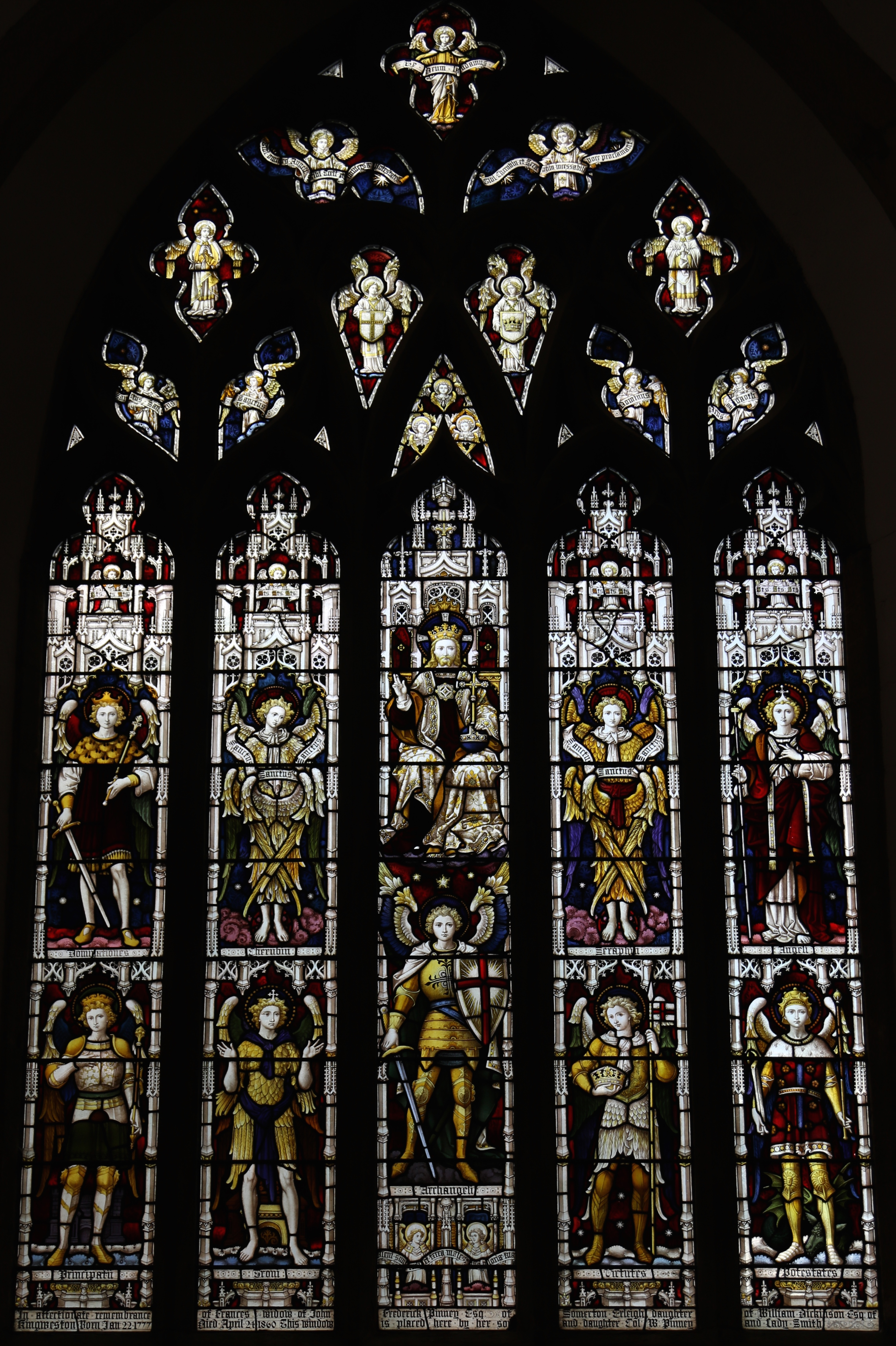

Theo quan niệm Kitô giáo, thiên thần là những tạo vật vô hình do Thiên Chúa tạo ra để phục vụ cho các công việc của Thiên Chúa. Vào thời Trung Cổ, đã có nhiều nhà thần học cố gắng phân loại ra các cấp bậc thiên thần trên thiên đàng. Một tác giả vô danh sống ở thế kỷ thứ VI, dưới danh nghĩa là Điônisiô, trình bày một thuyết về chín phẩm thiên thần trong tác phẩm De Coelesti Hierarchia (Phẩm trật trên trời). Dựa theo mô hình của tiến trình hướng về sự toàn thiện (gồm có ba chặng: thanh luyện, soi sáng và hoàn bị), ông chia các thiên sứ thành ba cấp và mỗi cấp gồm ba đẳng, từ đó nhân ra thành chín đẳng, quen gọi là chín phẩm thiên thần, tương tự với cửu phẩm trong hàng triều thần đời xưa.

## Cấp một
Cấp bậc một là nhóm các thiên thần chủ yếu làm nhiệm vụ thờ phượng Thiên Chúa. Họ là những tạo vật kề cận Thiên Chúa nhất.

### Seraphim - Luyến thần

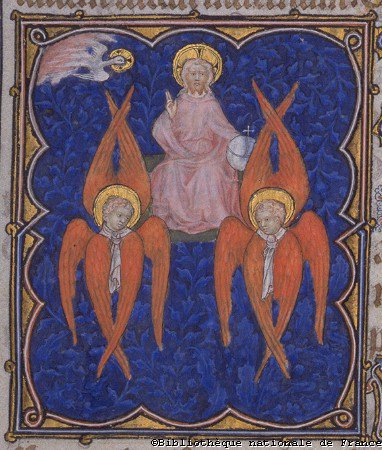
Luyến thần gác cạnh ngai của Chúa.

Seraphim (tiếng Hebrew: שְׂרָפִים serafim, "kẻ bốc lửa") được đề cập trong Sách I-sai-a 6:1-7. Họ là những tạo vật đứng hầu cận ngai Thiên Chúa và liên tục hát lời ca ngợi: "Thánh! Thánh! Chí Thánh! Đức Chúa các đạo binh là Đấng Thánh! Cả mặt đất rạng ngời vinh quang Chúa!" Seraphim thường gắn liền với hai biểu tượng:
- Biểu tượng thứ nhất, khá quen thuộc ở Việt Nam, áp dụng cho các ca đoàn, ca hát chúc tụng Chúa.
- Biểu tượng thứ hai là lòng sốt mến, dựa theo nguyên ngữ trong tiếng Hebrew שְׂרַף (seraf) có nghĩa là "đốt cháy" hay "bừng cháy", hiện nay còn được dùng với nghĩa "rắn hổ mang", từ thuật ngữ này rất có thể Serafim có thể là loài rồng trong các thần thoại cổ xưa.
Theo mô tả trong đoạn Kinh Thánh này thì Luyến thần có sáu cánh: "Mỗi vị có sáu cánh: hai cánh để che mặt, hai cánh để che chân và hai cánh để bay."
Theo như một số sách thì nhóm Luyến thần gồm bốn thiên thần bay xung quanh ngai tòa Thiên Chúa, nhưng chỉ có hai luyến thần được nhắc tên là Seraphiel và Metatron (trong đó, Seraphiel được miêu tả là có cái đầu của phượng hoàng). Các Luyến thần thường xuyên cháy sáng khiến ánh sáng phát ra từ họ sáng chói đến nỗi không một ai, thậm chí là các thiên thần khác, có thể nhìn trực tiếp được.

### Cherubim - Minh thần

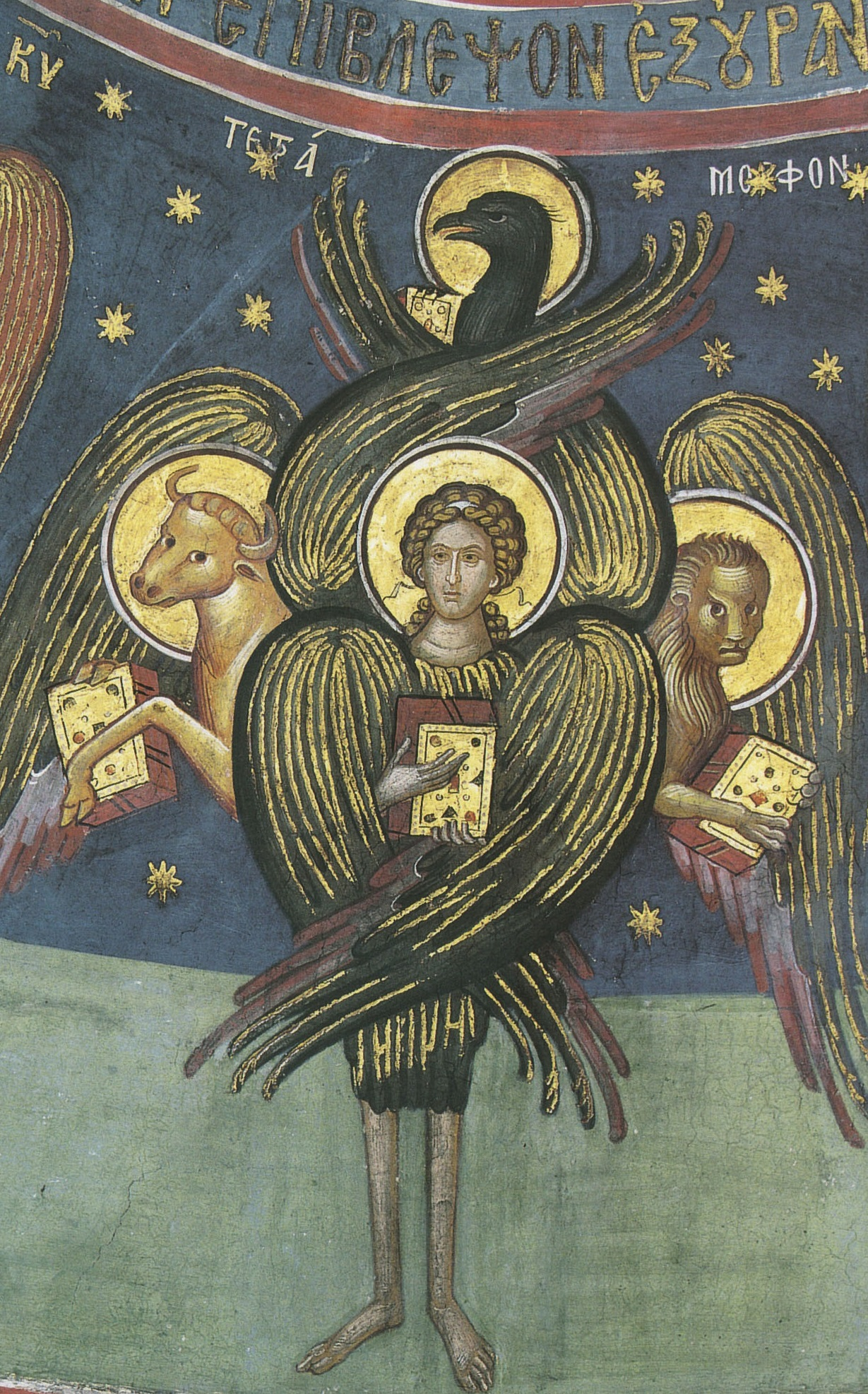
Minh thần bốn mặt theo văn hoá Chính thống giáo

Cherubim (tiếng Hebrew: כְּרוּבִים, krūvîm, có thể mượn từ tiếng Akkad: 𒅗𒊒𒁍 karābu, "được phù hộ" hay 𒅗𒊑𒁍 karibu, "thần phù hộ") được nhắc đến trong rất nhiều sách khác nhau, như Sách Sáng Thế 3:24, Sách Êdêkien 10:12-14, Sách Các Vua quyển thứ nhất 6: 23-28 và Sách Khải Huyền 4:6-8. "Người trục xuất con người, và ở phía đông vườn Ê-đen, Người đặt các thần hộ giá với lưỡi gươm sáng loé, để canh giữ đường đến cây trường sinh." (St 3:24)
Vai trò của các Cherubim trở nên quen thuộc với dân Do Thái từ khi ông Môsê cho phép đúc hai tượng Cherubim bằng vàng đặt ở đầu của hòm bia. Chính từ đó mà Thiên Chúa đã ban sấm ngôn (Xh 25,18-22; 37,7; Ds 7,89). Vì thế mà có thành ngữ "Thiên Chúa ngự trên các Cherubim" (1Sam 4,4; 2 Sam 6,2; Is 37,16). Đến khi vua Salomon xây cất đền thờ tại Giêrusalem, ông cũng duy trì tập tục đó, tạc hai tượng Cherubim bằng gỗ ôliu chạm vàng, đứng hai bên cạnh hòm bia, phủ cánh che rợp hòm bia (1V 6 23-28). Vì thế, các Minh thần Cherubim (bản Kinh Thánh tiếng Anh có đề cập đến tên gọi này) được gọi là các thiên thần hộ giá và đứng đầu trong phẩm trật thiên thần vì luôn kề cạnh bên Thiên Chúa.
Hình dáng của các Minh thần được miêu tả trong sách Êdêkien 1: 5-12 theo thị kiến của nhà tiên tri này như sau: "Đây là dáng vẻ của chúng: chúng trông giống như người ta. Mỗi sinh vật có bốn mặt và bốn cánh. Còn chân của chúng thì thẳng; bàn chân tựa bàn chân con bê, lấp lánh như đồng sáng loáng. Bên dưới cánh, có những bàn tay giống tay người quay về bốn phía; mặt và cánh của bốn sinh vật cũng đều như thế. Cánh của chúng giáp vào nhau. Lúc đi, chúng không quay mặt vào nhau, nhưng cứ thẳng phía trước mặt mà tiến. Còn bộ mặt của chúng, thì chúng đều có mặt người, cả bốn đều có mặt sư tử bên phải, cả bốn đều có mặt bò rừng bên trái, cả bốn đều có mặt phượng hoàng. Đó là mặt của chúng. Còn cánh của chúng thì giương lên cao. Mỗi sinh vật có hai cánh giáp vào nhau và hai cánh khác phủ thân mình. Chúng cứ thẳng phía trước mặt mà đi, thần khí đẩy phía nào, chúng đi phía đó; lúc đi chúng không quay mặt vào nhau." Nhiều sách cho rằng, các Minh thần được Thiên Chúa giao nhiệm vụ cai quản cây trường sinh trong vườn Địa Đàng và ngai tòa của Ngài. Ngoài ra, nhiều người cũng nhầm lẫn hình dáng các Minh thần với các thiên thần mang hình dáng là những đứa trẻ có cánh.

### Ophanim - Bệ Thần hay Thronos - Ngai thần

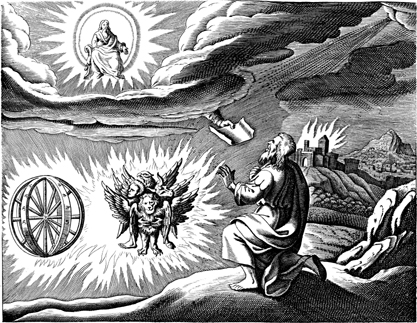
Viễn ảnh của Ezekiel về Ophanim (bên trái) và các phẩm trật thiên thần, dựa trên sách Ê-xê-chi-ên

Ophanim (tiếng Hebrew: אוֹפַנִּים, ofanim, "bánh xe") hay Thronos (tiếng Hy Lạp: θρόνος, "ngai vàng") cũng xuất hiện nhiều trong Kinh Thánh như: Sách Khải Huyền 11:16 và Thư gửi tín hữu Côlôxê 1: 16. Các Ophanim được miêu tả dưới hình dạng những bánh xe, có nhiều mắt trên vành bánh (theo thị kiến của tiên tri Êdêkien 1:15-21). Ngai thần thì có hình dáng là chiếc ngai vàng.  Các thiên thần này biểu tượng cho công lý và quyền uy của Thiên Chúa. Cùng với Luyến thần và Minh thần, các Ngai thần không bao giờ ngủ mà canh giữ cho ngai tòa của Thiên Chúa.
Các Ngai thần dường như có mối quan hệ mật thiết với các Minh thần. "Khi các thần hộ giá dừng lại, các bánh xe cũng dừng lại, khi các thần hộ giá cất mình lên, các bánh xe cũng cất lên theo, bởi vì thần khí của sinh vật ở trong các bánh xe." (Êdêkien 10:17)

## Cấp hai
Cấp hai là nhóm các thiên thần làm việc như những vị quản trị thiên đàng và phụ trách các vật thụ tạo.

### Kyriotētes - Quản thần
Quản thần (tiếng Hy Lạp: kyriotētes, tiếng Latinh: dominationes) được coi là những thiên thần điều phối hoạt động của các thiên thần cấp dưới. Nhiệm vụ chính của họ là giữ gìn vũ trụ theo đúng quỹ đạo bằng cách gửi sức mạnh cho những nhà quản trị các quốc gia. Quản thần được miêu tả với hình dạng giống như thần linh xinh đẹp, có đôi cánh lông vũ như hình tượng chung của các thiên thần. Tuy nhiên, để phân biệt với các thiên thần khác, các Quản thần có thanh gươm ánh sáng gắn chặt vào đầu.

### Virtutes - Dũng thần
Dũng thần (Latinh: Virtutes) có nhiệm vụ giám sát sự chuyển động của các thiên thể để đảm bảo rằng vũ trụ tuân theo chuyển động tự nhiên. Họ tăng thêm sức mạnh cho những nhân vật tài năng dưới trần gian.
Virtutes (Dũng thần) có nghĩa là quyền năng, sức mạnh và uy lực. Dũng thần là các thiên thần luôn sẵn sàng, dũng cảm thi hành những việc phi thường.

### Potestates - Quyền thần
Quyền thần (Latinh: Potestates) giám sát sự phân chia quyền lực giữa nhân loại, giữ vững ranh giới giữa thiên đàng và trần gian. Quyền thần mang hình dạng rực rỡ màu sắc và sương khói mờ ảo.

## Cấp ba
Là những thiên thần hoạt động như là sứ giả của Thiên Chúa hoặc là đạo binh thiên quốc.

### Archaios- Lãnh thần
Lãnh thần (tiếng Hy Lạp: Αρχαιος, Latinh: principatus) thường xuất hiện để cộng tác năng lực với Quyền thần. Lãnh thần được tạo hình có đội một vương miện và mang theo một cây gậy. Nhiệm vụ của họ là thực hiện tấn phong cho các lãnh chúa xứ sở và gìn giữ thế giới vật chất, giám sát các nhóm người. Họ là những quan thầy và bảo hộ cho các lãnh quốc trên Trái Đất. Ngoài ra, Lãnh thần còn truyền cảm hứng và tư tưởng cho chúng sinh trong lĩnh vực nghệ thuật và khoa học.

### Archangelos - Tổng lãnh thiên thần

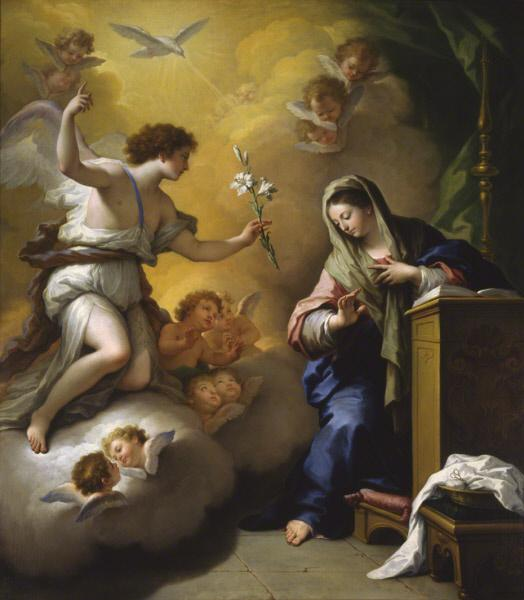
Sự kiện truyền tin bởi Paolo de Matteis

Từ Tổng lãnh thiên thần (tiếng Hy Lạp: ἀρχάνγελος, dịch nguyên từ tiếng Hebrew: רַב־מַלְאָך "rav‘mal'ákh", ghép của hai từ "arch - rav" cấp cao và "angelos - mal'ákh" sứ giả) 
chỉ xuất hiện hai lần trong Tân Ước (Thêxalônica 4:16 và Giuđa 1:09). Người ta biết nhiều đến ba tổng lãnh thiên thần là Michael, Raphael và Gabriel. Trong Sách Tôbia (được Công giáo và Chính Thống giáo chấp nhận) còn đề cập đến tổng lãnh thiên thần Raphael khi Raphael nói với Tôbia rằng ông là "một trong bảy người hầu cận trước mặt Chúa" (hàm ý sáu người còn lại có Michael và Gabriel).

### Angelos - Thiên thần

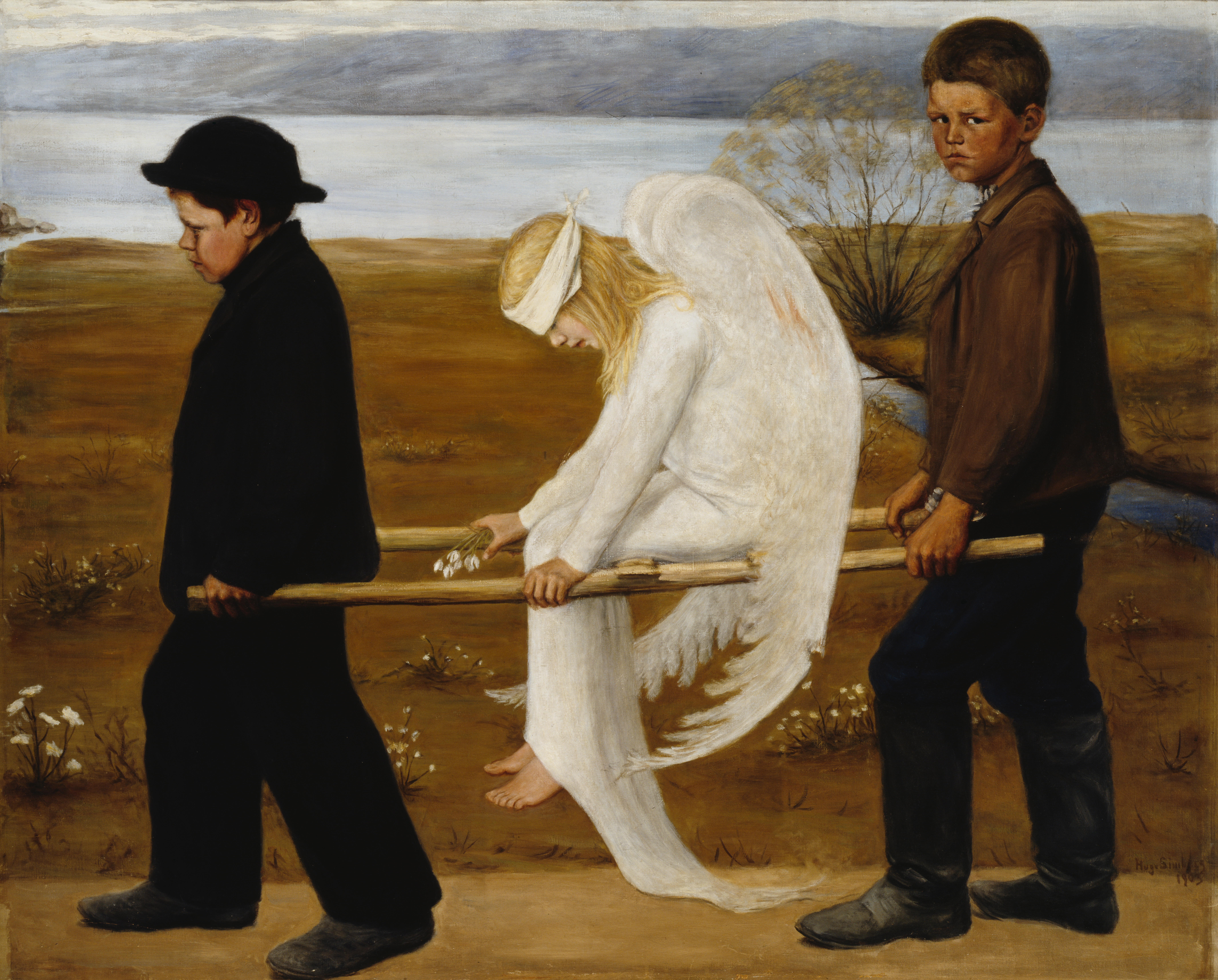
Thiên sứ bị bó buộc vẽ bởi Hugo Simberg, 1903.

Các "thiên thần" (tiếng Hy Lạp: ἄγγελος, tiếng Hebrew: מַלְאָכִים mal'akhim, nghĩa là "sứ giả" hay "đặc sứ") là cấp độ thấp nhất của hệ thống thiên sứ và được biết đến nhiều nhất. Họ là những tạo vật theo dõi công việc của chúng sinh dưới trần gian. Có nhiều loại thiên thần khác nhau, với các chức năng khác nhau. Trong Công giáo Rôma, có thiên thần hộ thủ (hoặc thiên thần bản mệnh) được tin là thiên thần theo dõi và hướng dẫn cho mỗi cá nhân.